# Fatulmau (Ort, Liurai)
Fatulmau ist ein osttimoresisches Dorf im Suco Liurai (Verwaltungsamt Aileu, Gemeinde Aileu).

## Geographie und Einrichtungen
Der Ort Fatulmau liegt in der Aldeia Fatulmau, südlich des Malubui, kurz bevor der Fluss sich mit dem Rio Liurai zum Manolane vereinigt. Die Flüsse gehören zum System des Nebenflusses des Nördlichen Laclos. Eine Straße die von Osten aus Aileu kommt, führt in Fatulmau über einen Furt. Außerdem gibt es eine Hängebrücke für Fußgänger. In Fatulmau befindet sich der Sitz der gleichnamigen Aldeia.